# Bellefontaine (Luxemburg)
Bellefontaine (Gaumais: Bèlfantêne, Waals: Belfontinne-e-Gåme) is een plaats in de Gaume en sinds de gemeentelijke herindeling van 1977 in het arrondissement Virton een deelgemeente van Tintigny.
In 1887 werd Saint-Vincent afgesplitst van Bellefontaine.

## Demografische ontwikkeling
- Bronnen:NIS, Opm:1831 tot en met 1970=volkstellingen
- 1890: Afsplitsing van Saint-Vincent

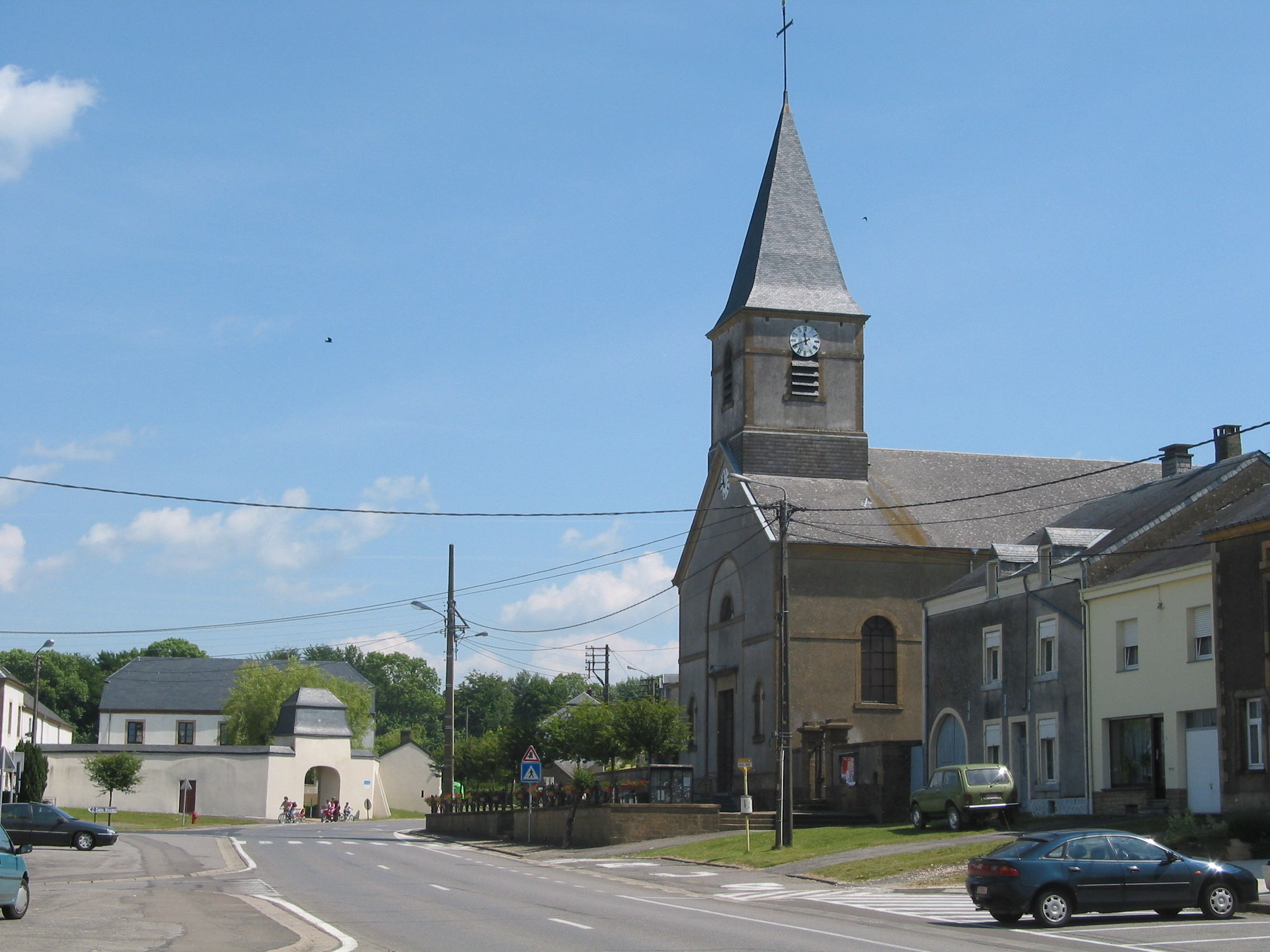
De Sint-Pieterskerk
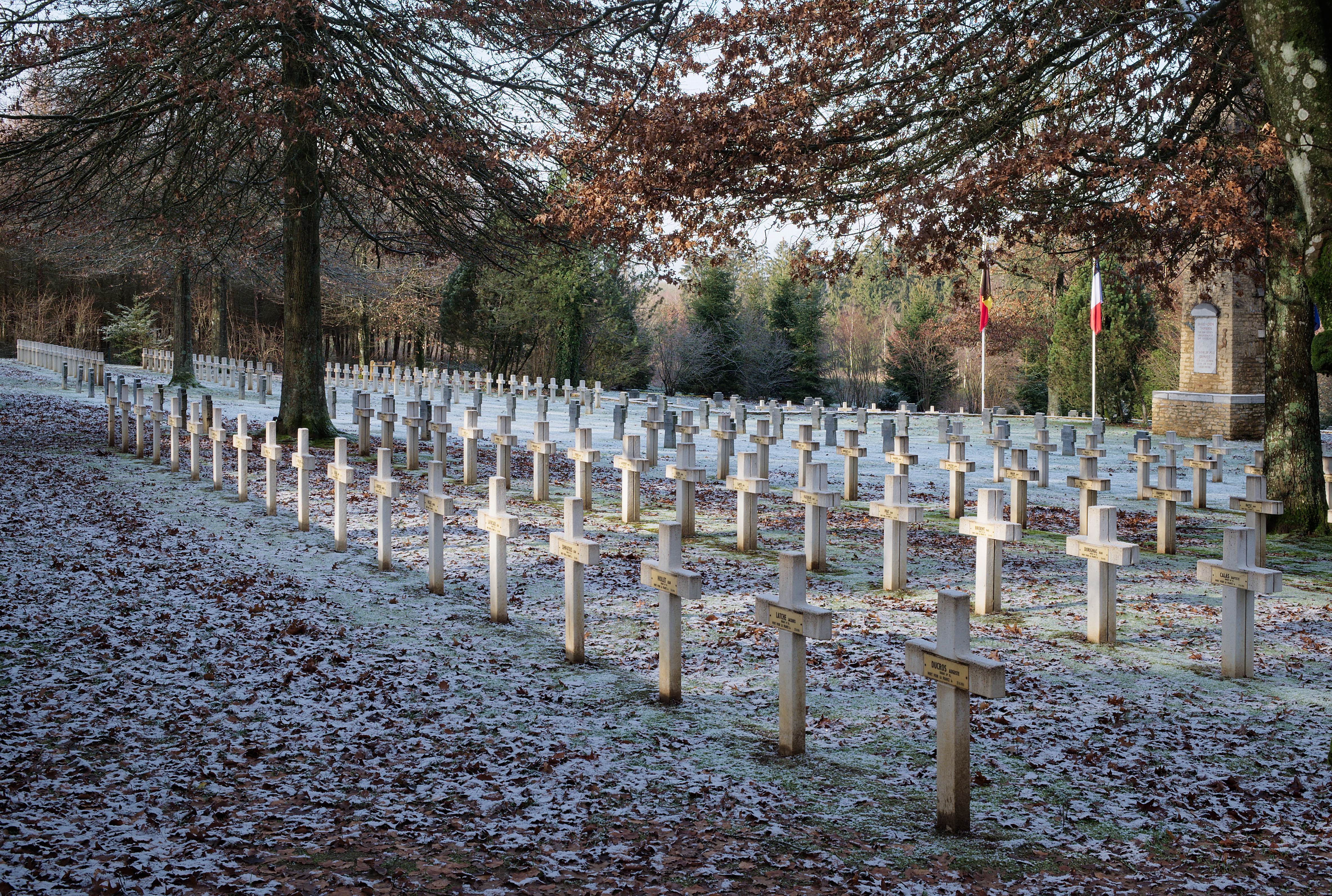
Frans-Duits kerkhof uit de Eerste Wereldoorlog

Deelgemeenten: Bellefontaine · Rossignol · Saint-Vincent · Tintigny

Overige dorpen: Ansart · Breuvanne · Han · Lahage · Poncelle

Belgische gemeenten · Arrondissement Virton · Luxemburg · Wallonië